# Leslie David Baker
Leslie David Baker (18 de fevereiro de 1958) é um ator americano, mais conhecido por interpretar o personagem Stanley Hudson na série da NBC The Office.

## Filmografia

### Televisão
| Year    | Título em Inglês                        | Papel                          | Notas                                                                  |
| ------- | --------------------------------------- | ------------------------------ | ---------------------------------------------------------------------- |
| 1998    | Maggie                                  | Frank                          | Episódio: "Cats"                                                       |
| 1999    | Action                                  | Guard                          | Episódio: "Love Sucks"                                                 |
| 2000    | Judging Amy                             | Uncle Vin Arlen                | Episódio: "Waterworld"                                                 |
| 2000    | Malcolm in the Middle                   | Cop                            | Episódio: "Halloween Approximately"                                    |
| 2001    | That '70s Show                          | Janitor                        | Episódio: "Backstage Pass"                                             |
| 2001–03 | The Guardian                            | Teddy Desica                   | 3 episódios                                                            |
| 2002    | Just Shoot Me!                          | Man                            | Episódio: "The Burning House"                                          |
| 2003    | Malcolm in the Middle                   | Customer                       | Episódio: "Stereo Store"                                               |
| 2003    | Scrubs                                  | Surgery Patient                | Episódio: "My Interpretation"                                          |
| 2004    | Line of Fire                            | Large Man                      | Episódio: "The Best-Laid Plans"                                        |
| 2005–13 | The Office                              | Stanley Hudson                 | 188 Episódios                                                          |
| 2006    | The Office: The Accountants             | Stanley Hudson                 | Webisode: "Stanley"                                                    |
| 2008    | Kevin's Loan                            | Stanley Hudson                 | Webisode: "Taste the Ice Cream"                                        |
| 2012    | The Life & Times of Tim                 | Al Sharpton's College Roommate | Dublagem; Episódio: "The Smug Chiropractor/Corporate Disaster"         |
| 2013    | Key & Peele                             | Benjamin Button Man            | Episódio: “Meagan’s Fight”                                             |
| 2014    | Marry Me                                | Jake's Boss                    | Episódio: "Pilot"                                                      |
| 2015    | The Exes                                | Officer Wilson                 | Episódio: "Requiem for a Dream"                                        |
| 2015    | Austin & Ally                           | Mr. Schxlumbraugh              | Episódio: "Duos & Deception"                                           |
| 2016    | Scorpion                                | Judge Tanniston                | 2 Episódios                                                            |
| 2016    | Still the King                          | Curtis                         | 9 Episódios                                                            |
| 2017    | Life in Pieces                          | Gavin                          | Episódio: "Chef Rescue Negotiator Necklace"                            |
| 2017    | Raven's Home                            | Principal Wentworth            | 2 Episódios                                                            |
| 2017    | Ryan Hansen Solves Crimes on Television | Captain Jackson #4             | Episódio: "Trafficking and the Traffic King"                           |
| 2017–23 | Puppy Dog Pals                          | Rufus / Frank                  | Dublagem; recurring, 81 Episódios                                      |
| 2019    | Fam                                     | Mr. Kersey                     | Episódio: "It's Been A While"                                          |
| 2020–22 | Doug Unplugs                            | Uncle Forknick                 | Dublagem; 20 Episódios                                                 |
| 2021    | Tom and Jerry in New York               | Mr. Piper                      | Episódios: "Telepathic Tabby/Shoe-in/It's a Gift/Stormin' the doorman" |
| 2022    | Roar                                    | Johnny Spoons                  | Episódio: "The Girl Who Loved Horses"                                  |
| 2023    | Fired On Mars                           | Hubert Danielson               | Dublagem; 5 Episódios                                                  |

### Cinema
| Year | Title                                    | Role                | Notes         |
| ---- | ---------------------------------------- | ------------------- | ------------- |
| 2001 | Road to Redemption                       | Tow Truck Driver    |               |
| 2005 | Elizabethtown                            | Airport Security #2 | Não creditado |
| 2014 | Wish I Was Here                          | Audition Actor #1   |               |
| 2015 | When Duty Calls                          | Clyde Pierce        | Filme para TV |
| 2017 | Fallen Stars                             | Ron                 |               |
| 2017 | Captain Underpants: The First Epic Movie | Officer McPiggly    | Dublagem      |
| 2018 | The Happytime Murders                    | Lt. Banning         |               |
| 2021 | Vivo                                     | Florida bus driver  | Dublagem      |
| 2023 | Hard Miles                               | Skip Bowman         |               |